# Burnhaupt (prévôté)
Pour les articles homonymes, voir Burnhaupt.
Burnhaupt, est aujourd'hui un nom commun à deux villages du Haut-Rhin distingués par les surnoms de Haut et de Bas.
Burnhaupt, était le nom que portait la prévôté dont ces deux villages faisaient partie.
Burnhaupt est un nom de lieu aujourd'hui porté par :
- Burnhaupt-le-Bas, commune française du Haut-Rhin
- Burnhaupt-le-Haut, commune française du Haut-Rhin

## Toponymie
Le nom Burnhaupt est l'adaptation française du nom en vieil allemand bornhaupt ou Brunnhaupt (Burn : source ou fontaine et haupt : tête ou haut), soit la fontaine haute (ou vers le) haut,.
L'origine de ce nom de lieu se rattache à l'influence de l'eau dans cette localité et à l'existence d'une fontaine. Burnhaupt est traversée par plusieurs cours d'eau, dont la Doller, et le Soultzbach, le Krebsbach, le Steinbaechel, le Gross Runzgraben, et le Geissenweid.
Le nom allemand est toujours utilisé dans les pays germaniques, de même qu'en Alsace sous sa forme dialectale.
Il faut remonter au VIIIe siècle, pour connaître les premières mentions de la prévôté, et donc la preuve de l'existence d'une communauté d'hommes en un point nommé.

## Histoire du lieu

### Seigneurie de Thann
Burnhaupt figure dans le diplôme de Louis-le-Débonnaire en 823, sous le nom de Brunnhobetum, parmi les biens de l'abbaye de Masevaux. Dans l'acte de vente du comté de Ferrette de 1271, il est appelé Brunnehoubeten.
L'abbaye de Murbach y possédait une cour qu'elle vendit en 1313 avec d'autres biens aux Frères de St-Antoine d'Isenheim pour 30 marcs d'argent. En 1348, l'abbaye de Lucelle acquit de Nicolas dit Bönnelin de Mulhouse, écuyer, et de son épouse une rente de 48 q. (quintal) de blé et d'avoine, assigné sur leurs biens dans les deux Burnhaupt. À cette époque, l'ancien Brunnhobetum formait déjà deux villages.
Burnhaupt-le-Bas était le chef-lieu de la prévôté, nommé "das ampt Burenhobden" en 1394. La prévôté de Burnhaupt faisait partie de la Seigneurie de Thann; elle était divisée en deux mairies ou justices dites en allemand "Gericht". La mairie haute était formée des deux Burnhaupt (aujourd'hui Burnhaupt-le-Bas et Burnhaupt-le-Haut) et de Giltweiler (Gildwiller); la mairie basse comprenait Ammertzweiler (Ammertzwiller), Bernweiler (Bernwiller), Breünighoffen et Enschingen (Saint-Bernard), Galfingen (Galfingue), Ober et Nieder-Spechbach (Spechbach-le-Haut et Spechbach-le-Bas).
L'abbaye de Masevaux a conservé jusqu'à la Révolution les droits de dîme et de patronage dans les deux villages. Elle était tenue d'entretenir la maison curiale, le chœur de l'église et la sacristie. Elle donnait au vicaire de Burnhaupt (Burnhaupt-le-Bas) 31 q. de froment, 60 d’épeautre, et 2 de pois.
L'état de 1303 porte une seule église dite : "ecclesia Burnehobeten". Celui de 1441 désigne les deux paroisses : "in superiori Burnhopten, rector et vicarius" et "in inferiori Burnhopten, vicarius et cappellanus". Il y avait donc à Burnhaupt-le-Haut un vicaire, et à Burnhaupt-le-Bas un chapelain primissaire et un vicaire. Un même curé desservait les deux communes.

### Louis le Débonnaire confirme les droits et les biens
Le plus ancien des deux Burnhaupt était désigné par le nom de "Brunnhobetum" dans une charte du 21 juin de l'an 823, par laquelle l'Empereur Louis le Débonnaire, en confirmant l'abbaye de Masevaux dans ces droits, spécifie les lieux dans lesquels cette abbaye possédait des biens : 

« Ludovici Pii imperatoris charta confirmationis pro Masonis monasterio. Hec autem sunt nomina villarum & locorum in quibus prefata ecclesia habet proprietates & possessiones extra vallem, que vallis tènens bannum & munia protenditur a Gewenheim usque ad summitatem montis Grazonis, Brunnhobetum, Giltwiler, Domna Maria, Suarza, Beyssingen, Rotbach... »

— Jean-Daniel Schoepflin, Alsatia diplomatica - Tome 1 - 1772 - page 70, Numéro 86 (LXXXVI)
 (juin 2014).
Le contenu est difficilement compréhensible vu les erreurs de traduction, qui sont peut-être dues à l'utilisation d'un logiciel de traduction automatique.
Traduction : L'empereur Louis le Pieux, confirme sur le papier comme biens du "Monastère Mason" (Mason Vallis, arrière-petit-neveu de Sainte Odile, qui fonda en 720 l'Abbaye de Masevaux). Voici les noms des villes et des lieux dans lesquels il a ladite propriété de l'église et de possession en dehors de la vallée, la vallée qui exerce des fonctions de pénalité et s'étend vers le haut de la montagne de Gewenheim Grazonis (Guewenheim), Brunnhobetum (Burnhaupt), Giltwiler (Gildwiller), Dom Marie (Dannemarie), Suarza (Suarce), Beyssingen (Bessoncourt), Rotbach (Rothbach)…

### Comté de Ferrette et Rodolphe IV
Ce lieu faisait partie du comté de Ferrette dans le XIVe siècle ; il est compris comme une dépendance de ce comté dans les lettres d'investiture que Jean, évêque de Bâle et son chapitre ont accordées à Rodolphe IV Duc d'Autriche, le 22 janvier 1361 : 

« ...die herrschafft und das darzu Gehœret, mit namen die feste von Phirt, burg und statt, twing und bann, und alles das darzu Gehœret, Blochmunt, Löwenberg, Mersperg, Liebenstein, Altkirch, Ameratzwilr, Spechbach, Hohennack, Winneg, den hols ze Senhem mit allem so dazu gehœret jnnan und ussan, man und dienstmann, und die höfe Durlistorf, Buchsweiler, Ruderbach, Altkirch, mit sinen meigerabmten, Spechbach, Ameratzwilr, Brunhaupten, Sweighusen, darzu Tanne statt und dorff, als es hie dieshalp dem wasser lit, das da heisset die Thiir... »

— Jean-Daniel Schoepflin, Alsatia diplomatica Tome 2 - 1775 - page 236, Numéro 1102 (MCII)

### Mise en vente par l'abbaye de Murbach
L'abbaye de Murbach y avait une cour qu'elle vendit avec d'autres biens à la commanderie de Saint Antoine d'Isenheim par contrat passé le 4 février 1313 : 

« Conradus abbas Murbac. Præceptori et fratribus domus S. Antonii in Isenheim vendit curias aliquot et bona in villis Isenheim et Burnhoupten, nec non in oppido Wattwiler et in valle S. Amarini. Item possessiones & jura quecunque ad camerariam dicti nostri monasterii Morbacensis spectantia, sita in banno & villa de Isenheim ante dictis cum curiis in villa Burnhoupten & in valle sancti Amarini fitis, camerarie pertinentibus, ac universis bonis possessionibus & juribus eisdem annexis curiis. »

— Jean-Daniel Schoepflin, Alsatia diplomatica Tome 2 - 1775 - page 104, Numéro 872 (DCCCLXXII)
 (juin 2014).
Le contenu est difficilement compréhensible vu les erreurs de traduction, qui sont peut-être dues à l'utilisation d'un logiciel de traduction automatique.
Traduction : Conrad, abbé de Murbach. Vend au précepteur et aux frères de la maison de St Antoine à Isenheim quelques cours et autres biens dans les villages d'Isenheim et Burnhoupten, et aussi dans la ville de Wattwiler et dans la vallée de St Amarin. Aussi toutes possessions et tous droits regardant le chambellan du monastère de Murbach, situés dans lesdits ban et village d'Isenheim avec curies situées dans le village de Burnhoupten et dans la vallée de St Amarin et appartenant au chambellan, et tous les mêmes biens, possessions et droits liés aux paroisses.

### Séparation en deux villages
Ce n'est sans doute que depuis cette époque que les habitants de Burnhaupt, qui se trouvaient trop ferrés dans ce village se séparèrent, et qu'une partie, en s'établissant à quelque distance de leur ancien domicile, forma un nouveau village sur lequel l'abbaye de Masevaux avait conservé, ainsi que sur l'ancien, des droits de dîmes et de patronage.

« Brunnhobetum, in codem Diplomate, hodie Burnhaupten. Cujus nominis duas in Sundgovia villae, superior & inferior ; in utraque jus Patrónatus; exercet Masonis Monasterium, ibidemque decimas adhuc habet ас census »

— Jean-Daniel Schoepflin, Alsatia illustrata Celtica Romana Francica (volume 1) - 1751
Traduction : Brunnhobetum, dans le même document, Burnhaupten aujourd'hui. Dont le nom, dans les deux villages du Sundgau, le supérieur (le Haut) et l'inférieur (le Bas), le monastère Mason garde à la fois le droit de patronage et des exercices, où il a encore les dîmes, et les cens (taxes).
Burnhaupt-le-Haut, qui est nommé en allemand "Ober-Burnhaupt", est situé à droite de la route qui conduit de Colmar à Belfort par Dannemarie, à un quart de lieue du pont d'Aspach et de Burnhaupt-le-Bas ou "Nider-Burnhaupt", qui est placé à gauche de la même route, entre les rivières de la Larg et de la Doller.

## Héraldique

### Historique desarmesde Burnhaupt

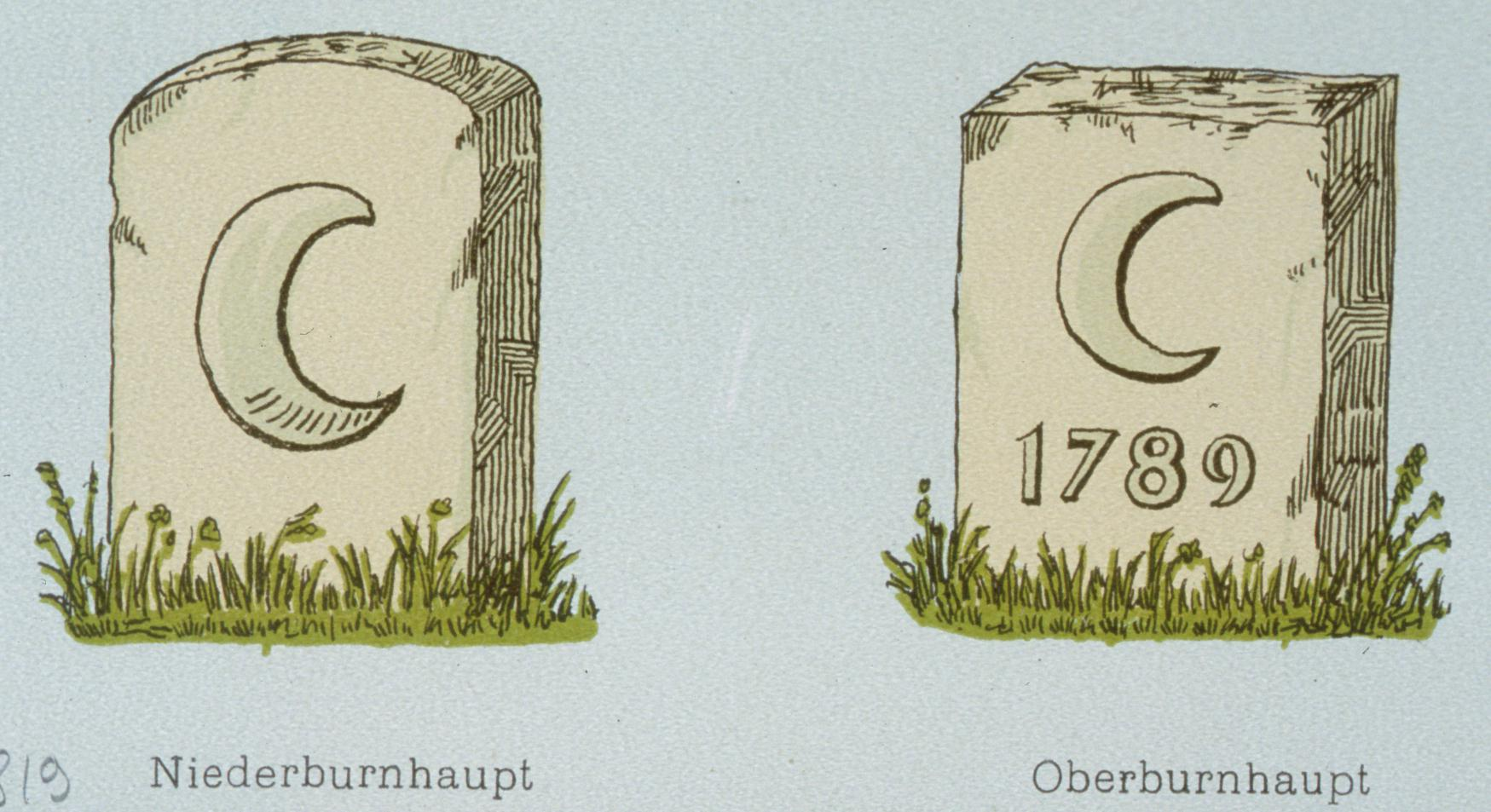
Ancien blason commun aux deux Burnhaupt - Gravure de J. Noiriel, vers 1900, issu des Armoiries de bornes de Ludwig Schœnhaupt,

D'après les archives de la Bibliothèque Nationale Universitaire de Strasbourg et du portail Alsatica, les anciennes armes de la prévôté, et commune aux deux Burnhaupt (Burnhaupt-le-Bas et Burnhaupt-le-Haut) étaient composées avant le XVIe siècle de quatre étoiles, puis d'un croissant de lune jusqu'au début du XVIIe siècle. Il apparait également que Burnhaupt-le-Haut, portait comme emblème une fontaine monumentale que l'on retrouve sur une borne. Cette fontaine fut reprise en 1978 sur le blason de Burnhaupt-le-Bas.
Il semble que l'histoire des blasons de ces deux communes reste imprécise, tant la mémoire de ces deux lieux est étroitement liée.
C'est à la fin du XVIIe siècle, que le garde de l'Armorial Général avait attribué à Burnhaupt-le-Bas (Niederburnhaupt) et Burnhaupt-le-Haut (Oberburnhaupt) des armoiries valables pour les deux communautés villageoises.
| Blason de Burnhaupt | Les armes ancienne (XVIe - XVIIe siècle) de Burnhaupt se blasonnent ainsi : « D'Azur à un sautoir d'argent accompagné de quatre étoiles de même. » |

Les armes ci-dessus ont été reprises depuis 1980 comme emblème du village de Burnhaupt-le-Haut.
| Blason de Burnhaupt | Les armes ancienne (XVIIe - XVIIIe siècle) de Burnhaupt se blasonnent ainsi : « D'azur au croissant contourné d'or posé au cœur. », |

Les armes ci-dessus, notamment le croissant d'or, a été repris et adapté en 1978 pour le nouvel emblème du village de Burnhaupt-le-Bas.

### Galerie des armes et blason des deux Burnhaupt

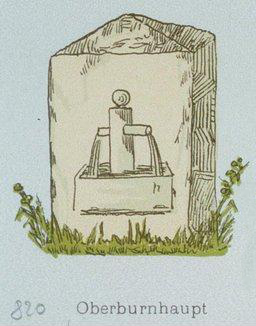
Héraldique de Burnhaupt-le-Haut, Bibliothèque nationale et universitaire de Strasbourg, par Schoenhaupt Ludwig. 1900
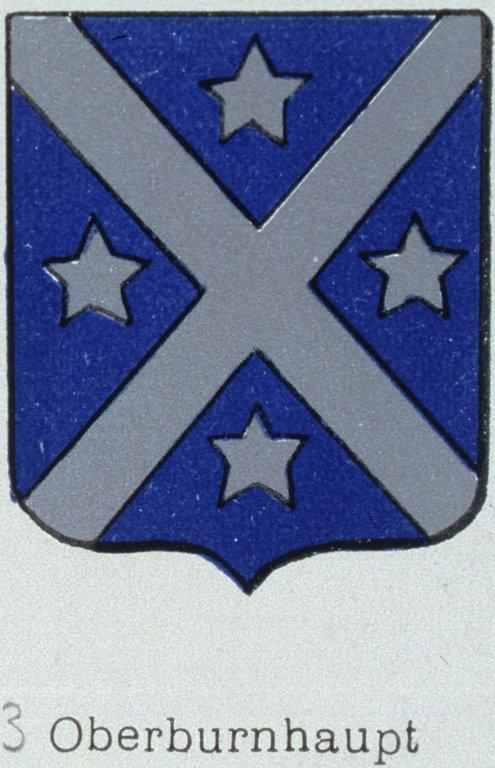
Blason de Oberburnhaupt (Burnhaupt-le-Haut), BNU de Strasbourg. Schoenhaupt Ludwig. 1900
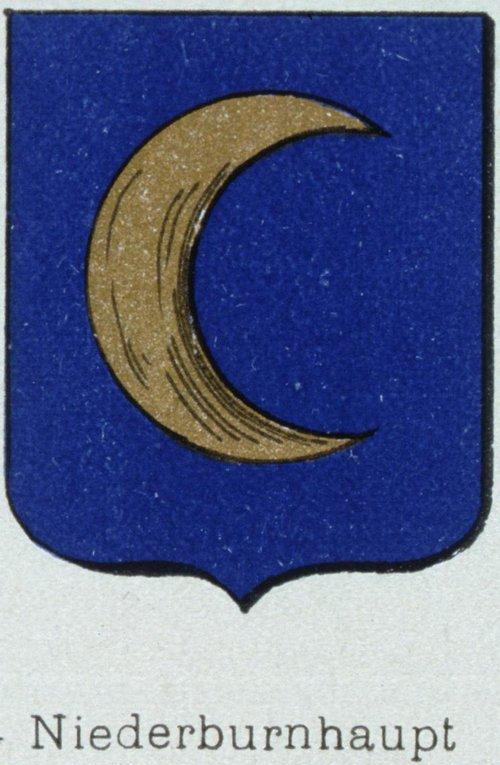
Blason de Niederburnhaupt (Burnhaupt-le-Bas), BNU de Strasbourg. Schoenhaupt Ludwig. 1900

### Armes de Burnhaupt-le-Bas
En 1978, Burnhaupt-le-Bas en a adopté de nouvelles. Le croissant de lune était l'ancien emblème du village, la fontaine évoque le mot de vieil allemand burn ou brune (source, puits ou fontaine) qui entre dans la composition de "Burnhaupt", et figure déjà sur une borne du siècle dernier.
| Blason de Burnhaupt-le-Bas | Les armes actuelles de Burnhaupt-le-Bas se blasonnent ainsi : « D'azur à la fontaine monumentale déversant son eau dans une auge adextrant le pilier, le tout d'argent, au croissant contourné d'or posé à dextre. » |

### Armes de Burnhaupt-le-Haut
En 1980, la commune a décidé de conserver les armoiries attribuées par le Garde de l'Armorial général.
Les armoiries de Burnhaupt-le-Haut sont d'« azur à un sautoir d'argent ; accompagné de quatre étoiles de même ». Ce que l'on peut interpréter ainsi : La croix de Saint André ou sautoir était souvent l’emblème des meuniers et aussi des partisans des ducs de Bourgogne. L'argent est le symbole de l'eau et de l'espérance. Les étoiles jouent un simple rôle de garniture et sont aussi le symbole d'appartenance céleste. L'écartelure en sautoir qui est aux I et II écartèle aux III et IV ; est souvent le blason d'une famille alliée ou d'une possession dont on veut perpétuer la mémoire. Ces armoiries ont été attribuées à la commune, sans doute entre 1696 et 1709 : à la suite de l'édit de 1696, prit dans un but fiscal pour donner des ressources au royaume épuisé par les guerres.
| Blason de Burnhaupt-le-Haut | Les armes actuelles de Burnhaupt-le-Haut se blasonnent ainsi : « D'azur au sautoir d'argent accompagné de quatre étoiles à cinq rais de même. » |

## Administration de 823 à 1920[19],[20]
| Date        | Municipalité                                            |
| 823         | Brunnhobetum                                            |
| 1236        | Brunnehobete                                            |
| 1271        | Brunnehoubeten                                          |
| 1271        | Brunehobeten                                            |
| 1303        | Burnehobeten                                            |
| 1313        | Brunnhobetum                                            |
| 1345        | Brunnehopten                                            |
| 1394        | Burenhobten et Nidern Burenhobten                       |
| 1441,       | Superiori Burnhoupten et Inferiori Burnhoupten          |
| 1490        | Oberburnhaupt et Niderburnhaupt                         |
| 1515        | Obernn Burnhauptenn et Nidern Burnhohbten               |
| 1542        | Brünhaupth                                              |
| 1576        | Bornhaup                                                |
| vers 1690   | Bournehaupt le haut et Bournehaupt le bas               |
| 1702        | Burnhaupt                                               |
| 1793        | Burnhaut Haut et Burnhaut Bas                           |
| 1801        | Burnhaupt Haut et Burnhaupt Bas                         |
| 1876        | Ober-Burnhaupt et Nider-Burnhaupt                       |
| 1895        | Owerburnhaut et Nidrburnhaut                            |
| 1897        | Oberburnhaupt et Niderburnhaupt                         |
| 1918        | Burnhaupt le Haut et Burnhaupt le Haut[réf. nécessaire] |
| depuis 1920 | Burnhaupt-le-Haut et Burnhaupt-le-Bas                   |

## Personnalités liées à la commune
- Appolinaire Bitsch[26], maire des deux Burnhaupt et de Gildwiller de 1698 à 1729, puis premier maire de Burnhaupt-le-Haut de 1729 à sa mort en 1738.

Le Blason ou les Armes familiale de Apolinaire Bitsch, se composait ainsi :

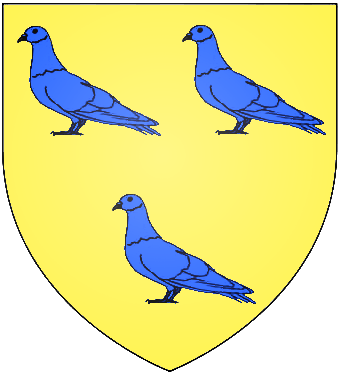
D'or à trois pigeons d'azur, deux et un.